# Gonzaleñas
Gonzaleñas är en ort i Mexiko.   Den ligger i kommunen Saucillo och delstaten Chihuahua, i den nordvästra delen av landet, 1 100 km nordväst om huvudstaden Mexico City. Gonzaleñas ligger 1 181 meter över havet och antalet invånare är 235.
Terrängen runt Gonzaleñas är platt åt sydväst, men åt nordost är den kuperad. Runt Gonzaleñas är det glesbefolkat, med 9 invånare per kvadratkilometer. Närmaste större samhälle är Saucillo, 4,1 km söder om Gonzaleñas. Trakten runt Gonzaleñas består till största delen av jordbruksmark.